# Palaua trisepala
Palaua trisepala är en malvaväxtart som beskrevs av Bénédict Pierre Georges Hochreutiner. Palaua trisepala ingår i släktet Palaua och familjen malvaväxter. Inga underarter finns listade i Catalogue of Life.